# ダルシャン・ジャリーワーラー
ダルシャン・ジャリーワーラー（Darshan Jariwala、1958年9月29日 - ）は、インドのヒンディー語映画で活動する俳優。代表作には『ガンジー、わが父』があり、同作で国家映画賞 助演男優賞を受賞した。また、テレビドラマにも出演しており、代表作にはソニー・エンターテイメント・テレビジョンで放送された『Saas Bina Sasural』がある。

## キャリア
ヴィディヤーサーガル・ジャリーワーラーとリーラー・ジャリーワーラーの息子として生まれる。母は女優として活動し、ダルシャン・ジャリーワーラーも成長後は俳優として映画・テレビドラマで活動し、2007年に出演した『ガンジー、わが父』でマハトマ・ガンディー役を演じて国際的な注目を集めた。監督のフェローズ・アッバス・カーンは自身が手掛けた舞台演劇『Mahatma v/s Gandhi』でダルシャン・ジャリーワーラーをガンディー役に起用しようとしたことがあり、その際はスケジュールの都合で辞退されたものの、その後も彼をガンディー役に起用することを希望しており、『ガンジー、わが父』を製作する際に再度オファーを出して出演が実現したという。このほかに『Guru』『Aap Kaa Surroor』『うそつきは警官の始まり』『Humshakals』に出演している。
ダルシャン・ジャリーワーラーは舞台演劇でも活動し、グジャラート語演劇（『Hatheli Par BaadBaaki』『Patro Mitro』『Mulraj Mansion』『Andhalo Pato』）、ヒンディー語演劇（『Uncle Samjha Karo』）、英語演劇（『Going Solo 2』）などに出演している。2014年にはアビシェーク・ジャインの『Bey Yaar』に出演し、グジャラート語映画にも活動の幅を広げた。また、映画製作会社リーラー・シアターズを運営しており、英語演劇『Salt & Pepper』を共同製作し、彼とマンディラ・ベーディー、クキ・グレーワールが出演した。このほかに『Your Place Or Mine?』『Ramesh Aakhi Raat』などの英語演劇、グジャラート語演劇も手掛けている。

## 私生活
1982年に女優のアパラー・メータと結婚して娘をもうけたが、2003年から別居状態にある。

## フィルモグラフィー

### 映画
- Style（2001年）
- Paagalpan（2001年）
- Xcuse Me（2003年）
- Continuum（2006年）

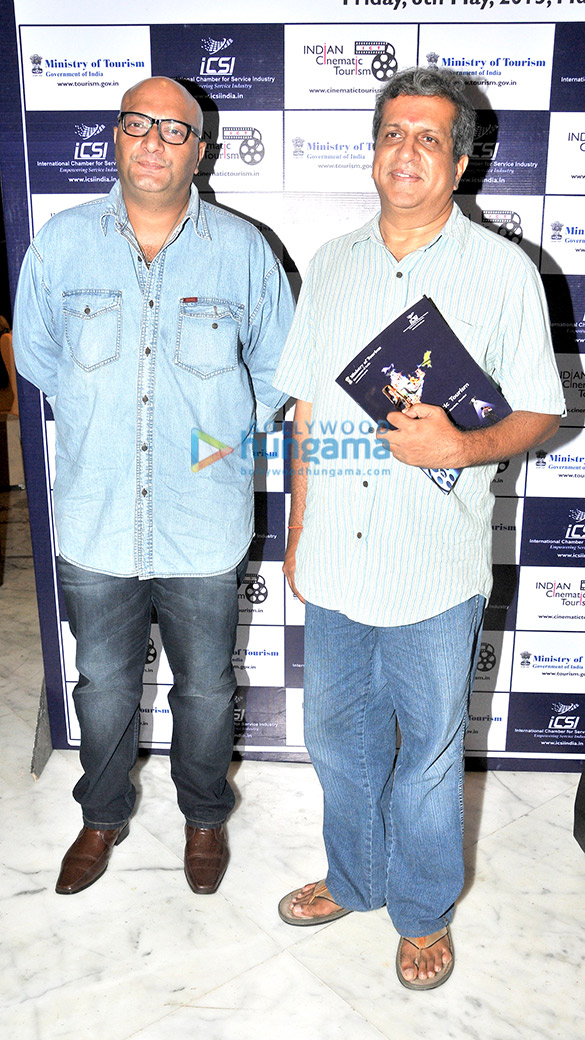
アミット・ベールとダルシャン・ジャリーワーラー（2016年）

- Aap Kaa Surroor（2007年）
- ガンジー、わが父（2007年）
- Aaja Nachle（2007年）
- Honeymoon Travels Pvt. Ltd.（2007年）
- Guru（2007年）
- Halla Bol（2008年）
- Superstar（2008年）
- Ajab Prem Ki Ghazab Kahani（2009年）
- Life Partner（2009年）
- What's Your Raashee?（2009年）
- Rakta Charitra（2010年）
- Raajneeti（2010年）
- Paiyaa（2010年）
- F.A.L.T.U（2011年）
- 留保制度 インドvsインド（2011年）
- Ajab Gazabb Love（2012年）
- Rowdy Rathore（2012年）
- Joker（2012年）
- Chakradhaar（2012年）
- 女神は二度微笑む（2012年）
- うそつきは警官の始まり（2013年）
- Commando: A One Man Army（2013年）
- Rang Rasiya（2014年）
- Humshakals（2014年）
- Entertainment（2014年）
- Bey Yaar（2014年）
- ミリオンダラー・アーム（2014年）
- Love Exchange（2015年）
- Kyaa Kool Hain Hum 3（2016年）
- Romance Complicated（2016年）
- 英国総督 最後の家（2017年）
- Sweetiee Weds NRI（2017年）
- Mumbai-Varanasi Express（2017年）
- Patel Ki Punjabi Shaadi（2017年）
- Oxygen（2018年）
- Akoori（2018年）[4][5][6]
- Radhe（2021年）
- Life's Good（2022年）
- Aum Mangalam Singlem（2022年）
- Shubh Yatra（2023年）
- Aankh Micholi（2023年）
- Ek Tha Hero（2023年）
- Kamthaan（2024年）

### テレビドラマ
- Kya Baat Hai（1997年）
- Chandan Ka Palna Resham Ki Dori（2001年）
- Kitne Kool Hai Hum（2002年）
- Baa Bahoo Aur Baby（2006-2007年）
- Saas Bina Sasural（2010-2012年）
- Adaalat（2012年）
- センス8（2015年）
- Mooh Boli Shaadi（2015年）
- Ek Tha Raja Ek Thi Rani（2015年）
- Permanent Roommates（2016年）
- The Good Karma Hospital（2017年）
- Sargam Ki Sadhe Satii（2021年）

## 受賞歴
| 年                           | 部門                 | 作品                           | 結果       | 出典       |
| 国家映画賞                   | 国家映画賞           | 国家映画賞                     | 国家映画賞 | 国家映画賞 |
| ---------------------------- | -------------------- | ------------------------------ | ---------- | ---------- |
| 2009年                       | 助演男優賞           | 『ガンジー、わが父』           | 受賞       | [ 1 ]      |
| スター・スクリーン・アワード |                      |                                |            |            |
| 2008年                       | 助演男優賞           | 『ガンジー、わが父』           | ノミネート |            |
| 製作者組合映画賞             |                      |                                |            |            |
| 2008年                       | 助演男優賞           | 『ガンジー、わが父』           | ノミネート | [ 7 ]      |
| 2010年                       | コメディアン賞       | 『Ajab Prem Ki Ghazab Kahani』 | ノミネート | [ 8 ]      |
| インド・テリー賞             |                      |                                |            |            |
| 2012年                       | 審査員選出助演男優賞 | 『Saas Bina Sasural』          | ノミネート |            |